# 粉乳
粉乳（ふんにゅう）とは、 乳（生乳や牛乳など）から水分を除去し粉末状にした製品。食用、医療用、工業用、飼料用などがある。

## 種類
全粉乳
生乳や牛乳などから、ほとんどすべての水分を除去して粉末状に加工したもの。
脱脂粉乳
生乳や牛乳などの乳脂肪分を除去したものから、ほとんどすべての水分を除去して粉末状に加工したもの。
クリームパウダー
生乳や牛乳などの乳脂肪分以外の成分を除去したものから、ほとんどすべての水分を除去して粉末状にしたもの。
ホエイパウダー
乳清（乳を乳酸菌発酵または乳に酵素若しくは酸を加えてできたもの）から、ほとんどすべての水分を除去して粉末状にしたもの。
蛋白質濃縮ホエイパウダー
乳清（乳を乳酸菌発酵または乳に酵素若しくは酸を加えてできたもの）の乳糖を除去したものから、ほとんどすべての水分を除去して粉末状にしたもの。
バターミルクパウダー
バターミルクから、ほとんどすべての水分を除去して粉末状にしたもの。
加糖粉乳
生乳や牛乳などにしょ糖を加えてほとんどすべての水分を除去して粉末状に加工したもの又は全粉乳にしょ糖を加えたもの。
調製粉乳
生乳や牛乳などまたはこれらを原料として製造した食品を加工またはこれらを主要原料として乳幼児に必要な栄養素を添加して粉末状にしたもの。